# 1. divisjon 1963
L'edizione 1963 della 1. divisjon vide la vittoria finale del Brann. Fu inaugurato il nuovo girone unico a dieci squadre.
Capocannoniere del torneo fu Leif Eriksen (Vålerengen), con 16 reti.

## Classifica finale
|    | Classifica  | G  | V  | N | P  | GF | GS | Pt |
| -- | ----------- | -- | -- | - | -- | -- | -- | -- |
| 1  | Brann       | 18 | 10 | 4 | 4  | 46 | 27 | 24 |
| 2  | Lyn         | 18 | 10 | 3 | 5  | 38 | 28 | 23 |
| 3  | Skeid       | 18 | 9  | 2 | 7  | 41 | 26 | 20 |
| 4  | Fredrikstad | 18 | 7  | 6 | 5  | 32 | 25 | 20 |
| 5  | Frigg       | 18 | 6  | 6 | 6  | 31 | 40 | 18 |
| 6  | Sarpsborg   | 18 | 6  | 5 | 7  | 26 | 35 | 17 |
| 7  | Viking      | 18 | 6  | 5 | 7  | 26 | 37 | 17 |
| 8  | Vålerenga   | 18 | 7  | 2 | 9  | 44 | 37 | 16 |
| 9  | Steinkjer   | 18 | 5  | 4 | 9  | 23 | 34 | 14 |
| 10 | Gjøvik-Lyn  | 18 | 5  | 1 | 12 | 29 | 47 | 11 |

### Verdetti
- Brann Campione di Norvegia 1963.
- Steinkjer e Gjøvik-Lyn retrocesse in 2. divisjon.
- Lyn in Coppa Campioni come capolista in estate.